# Рентген-еквівалент
Рентген-еквівалент (рос. рентген-эквивалент, англ. rontgen (roentgen)-equivalent; нім. Röntgenäquivalent n) — 
1. Біологічний еквівалент рентгена (бер) — кількість будь-якого йонізуючого випромінювання, що за своєю біологічною дією відповідає 1 рентгенові рентгенівського або гамма-проміння.
2. Фізичний еквівалент рентгена[en] (фер) — доза будь-якого йонізуючого випромінювання, яка створює таку саму кількість пар йонів, як і доза в 1 Р.